# Lhotse
Lhotse (Nepal: ल्होत्से; tiếng Trung: 洛子峰; bính âm: Luòzǐ Fēng; chữ Tạng: ལྷོ་རྩེ; Wylie: lho rtse; ZWPY: Lhozê) là ngọn núi cao thứ tư thế giới (sau Everest, K2 và Kangchenjunga). Nó nối với Everest qua đèo Nam. Lhotse có nghĩa "đỉnh Nam" trong tiếng Tây Tạng. Ngoài đỉnh chính cao 8.516 mét (27.940 ft) so với mực nước biển, Lhotse Trung (Đông) cao 8.414 m (27.605 ft) và Lhotse Shar cao 8.383 m (27.503 ft). Ngọn núi này nằm tại biên giới giữa Tây Tạng (Trung Quốc) và vùng Khumbu của Nepal.

## Lịch sử chinh phục
Những thử nghiệm đầu tiên chinh phục đỉnh Lhotse là cuộc thám hiểm Himalaya quốc tế năm 1955 do Norman Dyhrenfurth dẫn đầu. Những nhà leo núi quốc tế có sự hỗ trợ của 200 phu khuân vác địa phương cùng một vài nhà leo núi người Sherpa. Sau khi cảm thấy nguy hiểm từ việc tiếp cận phía nam của Lhotse Shar, họ đổi ý, qua Thung lũng Tây và leo lên từ mặt tây bắc Lhotse. Từ tháng 9 đến tháng 10 đoàn leo núi đã đạt đến độ cao khoảng 8.100 mét (26.600 ft). Họ không lên tiếp được nữa vì gặp gió mạnh bất thường và nhiệt độ quá thấp. Dưới sự chỉ dẫn của Schneider, một nhà bản đồ học trong đoàn, họ hoàn thành được bản đồ đầu tiên về khu vực Everest (tỉ lệ bản đồ 1:50 000). Đoàn thám hiểm cũng ghi lại vài đoạn phim ngắn về văn hóa địa phương và trèo lên một số ngọn núi thấp hơn ở vùng Khumbu.
Đỉnh chính của Lhotse bị chinh phục lần đầu tiên vào ngày 18 tháng 5 năm 1956 bởi đội leo núi Thụy Sĩ gồm Ernst Reiss và Fritz Luchsinger. Vào ngày 12 tháng 5 năm 1970, hai nhà leo núi người Áo Sepp Mayerl và Rolf Walter là những người đầu tiên lên được Lhotse Shar. Một thời gian lâu sau thì Lhotse Trung vẫn là điểm cao nhất chưa bị chinh phục trên Trái Đất. Ngày 23 tháng 5 năm 2001, nhóm đầu tiên của đoàn thám hiểm Nga gồm Eugeny Vinogradsky, Sergei Timofeev, Alexei Bolotov và Petr Kuznetsov đã lên được đỉnh này.
Đường leo núi thông thường lên Lhotse đi theo cùng tuyến với đường lên Everest qua Đèo Nam bằng cách lên tới Dải Vàng ở bên dưới trại 3. Sau Dải Vàng con đường sẽ chia hai ngả. Với những người leo Everest sẽ rẽ bên trái sẽ lên Gót Geneva rồi tới Đèo Nam. Trong khi đó để lên Lhotse những nhà leo núi rẽ bên phải. Phần cuối cùng để chinh phục đỉnh núi là vượt qua một khe núi hẹp cho đến khi lên được đỉnh chính.
Tính đến tháng 12 năm 2008, đã có 371 nhà leo núi chinh phục thành công Lhotse và 20 người tử nạn tại đây.

### Những mốc thời gian
- 1955 Những thử nghiệm đầu tiên từ Đoàn thám hiểm Himalaya quốc tế.
- 1956 Fritz Luchsinger và Ernst Reiss chinh phục được đỉnh chính[7].
- 1965 Một nhà leo núi Nhật Bản lần đầu tiên thử leo Lhotse Shar và lên được độ cao 8.100 m (26.570 ft).[8]
- 1970 Các nhà leo núi người Áo Sepp Mayerl và Rolf Walter chinh phục thành công Lhotse Shar
- 1986 Reinhold Messner lên đỉnh núi thành công và trở thành nhà leo núi đầu tiên chinh phục được cả 14 ngọn núi cao trên 8000 m của thế giới.
- 31 tháng 12 năm 1988 nhà leo núi Ba Lan Krzysztof Wielicki là người đầu tiên leo lên Lhotse thành công vào mùa đông[9].
- 24 tháng 10 năm 1989 Jerzy Kukuczka, người từng đặt chân lên đỉnh Lhotse trong đợt thứ hai, cũng là nhà leo núi thứ hai trên thế giới chinh phục được 14 đỉnh núi cao, tử nạn trên núi khi đang leo sườn nam vì dây thừng cũ bị đứt[10].
- 16 tháng 10 năm 1990 Đoàn thám hiểm Himalaya của Liên Xô gồm Sergey Bershov và Gennadiy Karataev lần đầu tiên leo lên Lhotse từ sườn nam.
- 13 tháng 5 năm 1994 Carlos Carsolio một mình lên được đỉnh và lập kỷ lục thế giới về tốc độ khi chỉ mất 23 giờ 50 phút từ trại cơ sở lên đến đỉnh.
- 1996 Chantal Mauduit trở thành phụ nữ đầu tiên lên được Lhotse.
- 2001 Các nhà leo núi người Nga chinh phục thành công đỉnh Lhotse Trung.
- 2007 Pemba Doma Sherpa, nhà leo núi người Nepal, đã từng hai lần chinh phục thành công Everest, tử nạn tại Lhotse khi ngã từ độ cao 8000 m[11]
- 14–15 tháng 5 năm 2011 Michael Horst, một hướng dẫn viên du lịch người Mỹ, lên Everest và Lhotse mà không cần leo xuống dưới Trại IV (đèo Nam) với thời gian ít hơn 21 tiếng giữa hai đỉnh[12].
- 20 tháng 5 năm 2011, nhà leo núi Ấn Độ Arjun Vajpai trở thành người trẻ nhất lên được Lhotse khi 17 tuổi 11 tháng 16 ngày.[13]

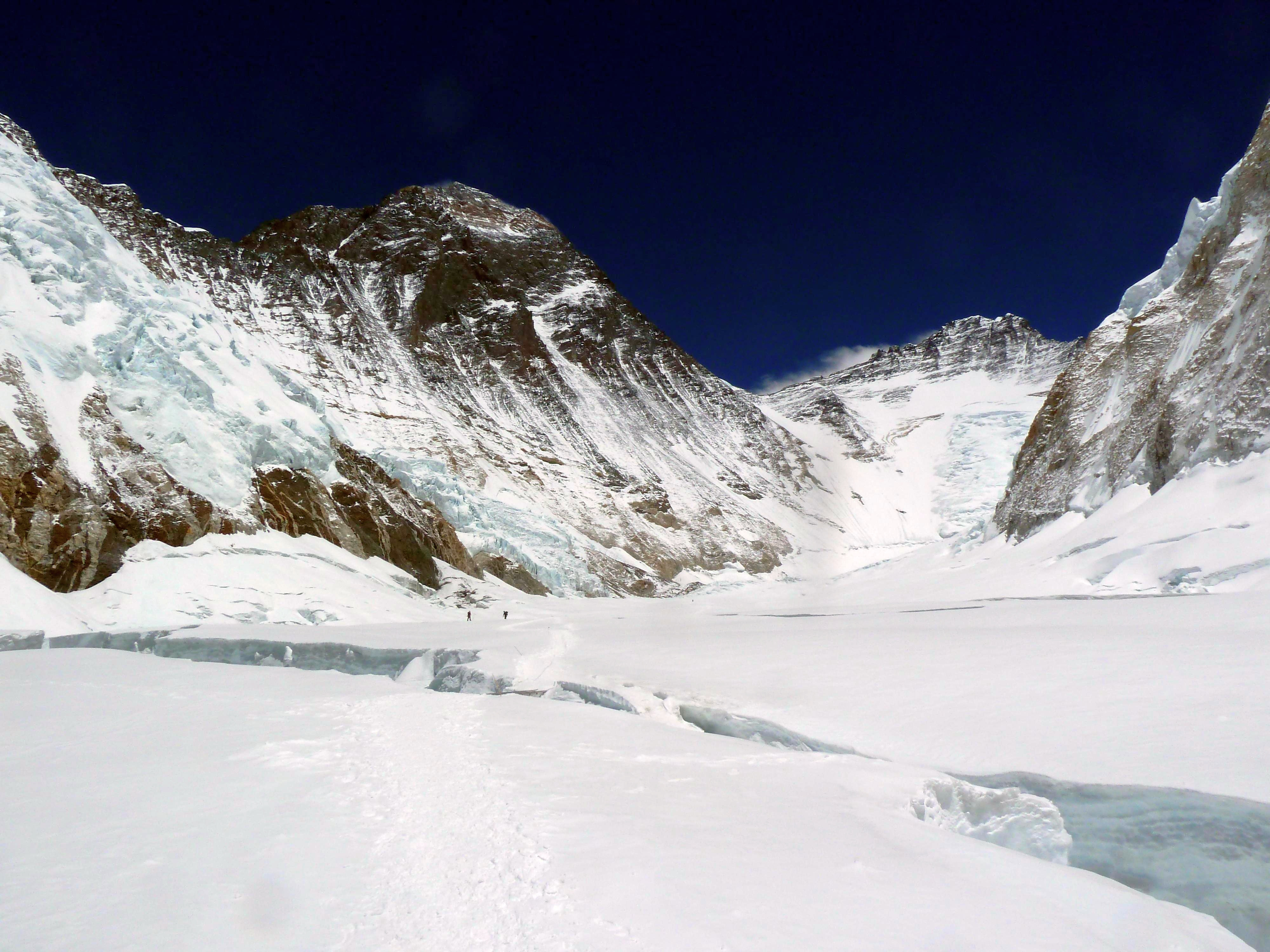
The Western Cwm. The Lhotse Face (centre right) is connected to Mount Everest (centre left) by the South Col (centre, lowest point on horizon).

### Lhotse Trung
Năm 2001, con người mới lần đầu tiên lên được Lhotse Trung. Đoàn gồm ba nhóm leo núi người Nga. Vào thời điểm đó đây là đỉnh cao trên 8000 m cuối cùng chưa được chinh phục.
Đợt leo núi năm 2001 không phải là đợt thám hiểm đầu tiên đỉnh này. Ý tưởng leo lên Lhotse Trung đầu tiên là của Vladimir Bashkirov. Đoàn leo núi của Nga năm đó có ba nhóm, lên đỉnh vào ba ngày gần nhau từ 23 đến 27 tháng 5. Trong nhóm thứ hai có Gleb Sokolov là nhà leo núi đầu tiên đặt chân lên tất cả các đỉnh của Lhotse.

### Lhotse Face
The western flank of Lhotse is known as the Lhotse Face. Any climber bound for the South Col on Everest must climb this 1.125 m (3.690 ft) wall of glacial blue ice. This face rises at 40 and 50 degree pitches with the occasional 80 degree bulges. High-altitude climbing Sherpas and the lead climbers will set fixed ropes up this wall of ice. Climbers and porters need to establish a good rhythm of foot placement and pulling themselves up the ropes using their jumars. Two rocky sections called the Yellow Band and the Geneva Spur interrupt the icy ascent on the upper part of the face.